# Persone di nome Giuseppe/Vescovi cattolici
| Questa pagina contiene informazioni ricavate automaticamente dalle voci biografiche con l'ausilio del template Bio e di un bot. L'aggiornamento è periodico e automatico e ricostruisce completamente la pagina. Se manca una persona in questa lista, sei pregato di non aggiungerla, ma accertati piuttosto che la sua voce biografica contenga il template Bio e che i dati anagrafici siano correttamente compilati. Se il template Bio manca, inseriscilo tu stesso o, in alternativa, metti l'avviso {{tmp\|Bio}} che ne segnala la mancanza. Se i dati riportati sono sbagliati, correggi direttamente la voce biografica; le modifiche saranno visibili in questa lista entro pochi giorni. Per chiarimenti vedi il progetto antroponimi. La lista contiene solo le 122 persone che sono citate nell'enciclopedia e per le quali è stato implementato correttamente il template Bio. Pagina aggiornata al 6 ago 2025. |

Questa è una lista di persone presenti nell'enciclopedia che hanno il nome Giuseppe e sono vescovi cattolici.

## A(8)
- Giuseppe Vittorio Alberti d'Enno, vescovo cattolico italiano (Pergine Valsugana, n. 1623 - † 1695)
- Giuseppe Alberti, vescovo cattolico italiano (Este, n. 1965)
- Giuseppe Almici, vescovo cattolico italiano (Zone, n. 1904 - Brescia, † 1985)
- Giuseppe Amari, vescovo cattolico italiano (Bagnolo San Vito, n. 1916 - Marano di Valpolicella, † 2004)
- Giuseppe Amorelli, vescovo cattolico italiano (Sambuca, n. 1781 - † 1840)
- Giuseppe Andrich, vescovo cattolico italiano (Forno di Canale, n. 1940)
- Giuseppe Anfossi, vescovo cattolico italiano (Marebbe, n. 1935)
- Giuseppe Apollonio, vescovo cattolico italiano (Venezia, n. 1829 - Treviso, † 1903)

## B(6)
- Giuseppe Vincenzo Beni, vescovo cattolico italiano (Gubbio, n. 1729 - Pesaro, † 1806)
- Giuseppe Bertazzoni, vescovo cattolico italiano (San Rocco di Guastalla, n. 1865 - Massa, † 1933)
- Giuseppe Bondola, vescovo cattolico italiano (Napoli, n. 1648 - Napoli, † 1713)
- Giuseppe Maria Bozzi, vescovo cattolico italiano (Rosate, n. 1772 - Mantova, † 1833)
- Giuseppe Maria Bravi, vescovo cattolico italiano (Monte Santo, n. 1813 - Mar Rosso, † 1860)
- Giuseppe Maria Bressa, vescovo cattolico italiano (Venezia, n. 1742 - Portogruaro, † 1817)

## C(15)
- Giuseppe Candido, vescovo cattolico, fisico e inventore italiano (Lecce, n. 1837 - Ischia, † 1906)
- Giuseppe Capecci, vescovo cattolico italiano (Castelfidardo, n. 1838 - Alessandria, † 1918)
- Giuseppe Capocchiani, vescovo cattolico italiano (Crotone, n. 1713 - Crotone, † 1788)
- Giuseppe Carraro, vescovo cattolico italiano (Mira, n. 1899 - Verona, † 1980)
- Giuseppe Antonio Caruso, vescovo cattolico italiano (Petilia Policastro, n. 1864 - Oppido Mamertina, † 1930)
- Giuseppe Castelli, vescovo cattolico italiano (San Gillio, n. 1871 - Novara, † 1943)
- Giuseppe Cavallotto, vescovo cattolico italiano (Vinchio, n. 1940 - Cuneo, † 2025)
- Giuseppe Cei, vescovo cattolico italiano (Livorno - Cortona, † 1704)
- Giuseppe Ciantes, vescovo cattolico e orientalista italiano (Roma, n. 1602 - Roma, † 1670)
- Giuseppe Civran, vescovo cattolico italiano (Venezia - Vicenza, † 1679)
- Giuseppe Cognata, vescovo cattolico italiano (Agrigento, n. 1885 - Reggio Calabria, † 1972)
- Giuseppe Coppola, vescovo cattolico italiano (Napoli, n. 1698 - Napoli, † 1767)
- Giuseppe Antonio Maria Corte, vescovo cattolico italiano (Dogliani, n. 1727 - † 1800)
- Giuseppe Cosserich Teodosio, vescovo cattolico dalmata (Sebenico, n. 1722 - Traù, † 1802)
- Giuseppe Crispi, vescovo cattolico e filologo italiano (Palazzo Adriano, n. 1781 - Palazzo Adriano, † 1859)

## D(5)
- Giuseppe Ignazio Filippo d'Assia-Darmstadt, vescovo cattolico tedesco (Bruxelles, n. 1699 - Plombières-les-Bains, † 1768)
- Giuseppe Antonio Delmestri von Schönberg, vescovo cattolico italiano (Cormons, n. 1672 - Trieste, † 1721)
- Giuseppe Di Donna, vescovo cattolico italiano (Rutigliano, n. 1901 - Andria, † 1952)
- Giuseppe Di Falco, vescovo cattolico italiano (Casalincontrada, n. 1930)
- Giuseppe Tomaso de Rossi, vescovo cattolico italiano (Ceva, n. 1708 - Alessandria, † 1786)

## E(1)
- Giuseppe Eusanio, vescovo cattolico italiano (Prata d'Ansidonia, n. 1619 - Roma, † 1692)

## F(8)
- Giuseppe Fabiani, vescovo cattolico italiano (Bertinoro, n. 1926 - Bologna, † 2019)
- Giuseppe Rocco Favale, vescovo cattolico italiano (Irsina, n. 1935 - Gravina in Puglia, † 2018)
- Giuseppe Favale, vescovo cattolico italiano (Palagiano, n. 1960)
- Giuseppe Felissano, vescovo cattolico italiano (Fossano, n. 1697 - Asti, † 1757)
- Giuseppe Fenocchio, vescovo cattolico italiano (Molini di Prelà, n. 1904 - Albenga, † 1996)
- Giuseppe Filippi, vescovo cattolico e missionario italiano (Baselga del Bondone, n. 1945)
- Giuseppe Formisano, vescovo cattolico italiano (Torre Annunziata, n. 1811 - † 1890)
- Giuseppe Foschiani, vescovo cattolico italiano (Gemona, n. 1848 - Feltre, † 1913)

## G(8)
- Giuseppe Pietro Gagnor, vescovo cattolico italiano (Frassinere, n. 1884 - Roma, † 1964)
- Giuseppe Gallarati, vescovo cattolico italiano (Milano, n. 1698 - Milano, † 1767)
- Giuseppe Garneri, vescovo cattolico italiano (Cavallermaggiore, n. 1899 - Torino, † 1998)
- Giuseppe Maria Giove, vescovo cattolico italiano (Santeramo in Colle, n. 1773 - Gallipoli, † 1848)
- Giuseppe Giudice, vescovo cattolico italiano (Sala Consilina, n. 1956)
- Giuseppe Giuliano, vescovo cattolico italiano (Napoli, n. 1951)
- Giuseppe Grasser, vescovo cattolico italiano (Glorenza, n. 1782 - Verona, † 1839)
- Giuseppe Guerrini, vescovo cattolico italiano (Cuneo, n. 1941)

## H(1)
- Giuseppe di Hohenzollern-Hechingen, vescovo cattolico tedesco (Troppau, n. 1776 - Oliwa, † 1836)

## I(1)
- Giuseppe Gaetano Incontri, vescovo cattolico italiano (Volterra, n. 1773 - Volterra, † 1848)

## L(2)
- Giuseppe La Placa, vescovo cattolico italiano (Resuttano, n. 1962)
- Giuseppe Lanave, vescovo cattolico italiano (Bari, n. 1912 - Andria, † 1996)

## M(19)
- Giuseppe Malandrino, vescovo cattolico italiano (Pachino, n. 1931 - Aci Sant'Antonio, † 2025)
- Giuseppe Mancuso, vescovo cattolico italiano (Palermo, n. 1902 - Palermo, † 1978)
- Giuseppe Maria Maniscalco, vescovo cattolico italiano (Alessandria di Sicilia, n. 1783 - † 1855)
- Giuseppe Maria Maragioglio, vescovo cattolico italiano (Salemi, n. 1811 - Patti, † 1888)
- Giuseppe Maria Maraviglia, vescovo cattolico italiano (Milano, n. 1617 - Galliate, † 1684)
- Giuseppe Marciante, vescovo cattolico italiano (Catania, n. 1951)
- Giuseppe Marcozzi, vescovo cattolico italiano (Ascoli Piceno, n. 1873 - Teano, † 1940)
- Giuseppe Marello, vescovo cattolico italiano (Torino, n. 1844 - Savona, † 1895)
- Giuseppe di Marsciano, vescovo cattolico italiano (Modena, n. 1696 - Orvieto, † 1754)
- Giuseppe Martinoli, vescovo cattolico svizzero (Marolta, n. 1903 - Lugano, † 1994)
- Giuseppe Marzorati, vescovo cattolico italiano (Milano, n. 1818 - Como, † 1865)
- Giuseppe Matarrese, vescovo cattolico italiano (Andria, n. 1934 - Frascati, † 2020)
- Giuseppe Mazzafaro, vescovo cattolico italiano (Napoli, n. 1955)
- Giuseppe Menditto, vescovo cattolico italiano (Casanova, n. 1794 - Capua, † 1850)
- Giuseppe Mengoli, vescovo cattolico italiano (Collepasso, n. 1965)
- Giuseppe Bartolomeo Menochio, vescovo cattolico italiano (Carmagnola, n. 1741 - Roma, † 1823)
- Giuseppe Merisi, vescovo cattolico italiano (Treviglio, n. 1938)
- Giuseppe Alfonso Miroglio, vescovo cattolico italiano (Casale Monferrato, n. 1692 - Alessandria, † 1754)
- Giuseppe Montieri, vescovo cattolico italiano (Trevico, n. 1798 - Roma, † 1862)

## N(1)
- Giuseppe Placido Nicolini, vescovo cattolico italiano (Villazzano, n. 1877 - Villazzano, † 1973)

## O(3)
- Giuseppe Olgiati, vescovo cattolico italiano (Como, n. 1660 - Como, † 1736)
- Giuseppe Olivotti, vescovo cattolico italiano (Venezia, n. 1905 - Venezia, † 1974)
- Giuseppe Orlandoni, vescovo cattolico italiano (Castelfidardo, n. 1939)

## P(14)
- Giuseppe Paderi Concas, vescovo cattolico italiano (Villaputzu, n. 1826 - Tortolì, † 1906)
- Giuseppe Maria Palatucci, vescovo cattolico italiano (Montella, n. 1892 - Campagna, † 1961)
- Giuseppe Pietro Antonio Palma, vescovo cattolico e religioso italiano (Vieste, n. 1774 - Frigento, † 1843)
- Giuseppe Pannilini, vescovo cattolico italiano (Siena, n. 1742 - Pienza, † 1823)
- Giuseppe Pasotto, vescovo cattolico italiano (Bovolone, n. 1954)
- Giuseppe Pellegrini, vescovo cattolico italiano (Monteforte d'Alpone, n. 1953)
- Giuseppe Perniciaro, vescovo cattolico italiano (Mezzojuso, n. 1907 - Piana degli Albanesi, † 1981)
- Giuseppe Maria Peruzzi, vescovo cattolico italiano (Venezia, n. 1746 - Vicenza, † 1830)
- Giuseppe Petralia, vescovo cattolico, scrittore e poeta italiano (Bisacquino, n. 1906 - Palermo, † 2000)
- Giuseppe Petrone, vescovo cattolico italiano (Napoli, n. 1872 - Pozzuoli, † 1933)
- Giuseppe Piazzi, vescovo cattolico italiano (Casalbuttano ed Uniti, n. 1907 - Engelberg, † 1963)
- Giuseppe Piemontese, vescovo cattolico italiano (Monte Sant'Angelo, n. 1946)
- Giuseppe Maria Pizzini, vescovo cattolico italiano (Venezia, n. 1607 - † 1648)
- Giuseppe Pullano, vescovo cattolico italiano (Pentone, n. 1907 - Sant'Elia di Catanzaro, † 1977)

## R(7)
- Giuseppe Antonio Rabatta, vescovo cattolico italiano (Gradisca d'Isonzo - Lubiana, † 1683)
- Giuseppe Ricciardi, vescovo cattolico italiano (Taranto, n. 1839 - Nardò, † 1908)
- Giuseppe Rolla, vescovo cattolico italiano (Crema, n. 1877 - Forlì, † 1950)
- Giuseppe Romeo, vescovo cattolico italiano (Catona, n. 1870 - Nocera Inferiore, † 1935)
- Giuseppe Ronco, vescovo cattolico italiano (Leini, n. 1825 - Asti, † 1898)
- Giuseppe Ruotolo, vescovo cattolico italiano (Andria, n. 1898 - Roma, † 1970)
- Giuseppe Russo, vescovo cattolico italiano (Taranto, n. 1966)

## S(15)
- Giuseppe Saitta, vescovo cattolico italiano (Bronte, n. 1768 - Patti, † 1838)
- Giuseppe Sandri, vescovo cattolico e missionario italiano (Faedo, n. 1946 - Pretoria, † 2019)
- Pietro Saulini Patrizi, vescovo cattolico italiano (Civitella, n. 1825 - Alatri, † 1887)
- Giuseppe Maria Scarampi, vescovo cattolico italiano (Cortemilia, n. 1720 - Vigevano, † 1801)
- Giuseppe Scarlata, vescovo cattolico italiano (Villalba, n. 1858 - Muro Lucano, † 1935)
- Giuseppe Salvatore Scatti, vescovo cattolico italiano (Lecco, n. 1843 - Savona, † 1926)
- Giuseppe Schillaci, vescovo cattolico italiano (Adrano, n. 1958)
- Giuseppe Sciacca, vescovo cattolico italiano (Catania, n. 1955)
- Giuseppe Maria Sciandra, vescovo cattolico italiano (Pamparato, n. 1808 - Acqui, † 1888)
- Giuseppe Maria Sebastiani, vescovo cattolico italiano (Caprarola, n. 1623 - Città di Castello, † 1689)
- Giuseppe Shen Bin, vescovo cattolico cinese (Qidong, n. 1970)
- Giuseppe Signore, vescovo cattolico italiano (Monteroni di Lecce, n. 1872 - Firenze, † 1944)
- Giuseppe Maria Sisto y Britto, vescovo cattolico italiano (Ceglie Messapica, n. 1718 - Sora, † 1796)
- Giuseppe Luigi Spiga, vescovo cattolico e missionario italiano (Serramanna, n. 1972)
- Giuseppe Stella, vescovo cattolico italiano (Zugliano, n. 1898 - Lerici, † 1989)

## T(3)
- Giuseppe Targioni, vescovo cattolico italiano (Prato, n. 1807 - Volterra, † 1873)
- Giuseppe Teta, vescovo cattolico italiano (Nusco, n. 1817 - Napoli, † 1875)
- Giuseppe Torti, vescovo cattolico svizzero (Ronco sopra Ascona, n. 1928 - Bellinzona, † 2005)

## V(3)
- Giuseppe Vegezzi, vescovo cattolico italiano (Nerviano, n. 1960)
- Giuseppe Vignoli, vescovo cattolico italiano (Camerino, n. 1710 - Forlì, † 1782)
- Giuseppe Vizzini, vescovo cattolico italiano (Villalba, n. 1874 - Ferla, † 1935)

## Z(2)
- Giuseppe Zenti, vescovo cattolico italiano (San Martino Buon Albergo, n. 1947)
- Giuseppe Zongo Ondedei, vescovo cattolico italiano (Pesaro, n. 1608 - Fréjus, † 1674)